# Lasianthus
Lasianthus är ett släkte av måreväxter. Lasianthus ingår i familjen måreväxter.

## Dottertaxa tillLasianthus, i alfabetisk ordning[1]
- Lasianthus acuminatissimus
- Lasianthus acuminatus
- Lasianthus africanus
- Lasianthus angustifolius
- Lasianthus annamicus
- Lasianthus apiocarpus
- Lasianthus appressus
- Lasianthus aristatus
- Lasianthus attenuatus
- Lasianthus austrosinensis
- Lasianthus austroyunnanensis
- Lasianthus bahorucanus
- Lasianthus barbiger
- Lasianthus batangensis
- Lasianthus bicolor
- Lasianthus biermannii
- Lasianthus biflorus
- Lasianthus blumeanus
- Lasianthus borneensis
- Lasianthus brachyphyllus
- Lasianthus bracteolatus
- Lasianthus bractescens
- Lasianthus brevipes
- Lasianthus bulusanensis
- Lasianthus burmanicus
- Lasianthus caeruleus
- Lasianthus calycinus
- Lasianthus cambodianus
- Lasianthus canephoroides
- Lasianthus capitatus
- Lasianthus capitulatus
- Lasianthus cereiflorus
- Lasianthus chartaceus
- Lasianthus chevalieri
- Lasianthus chinensis
- Lasianthus chlorocarpus
- Lasianthus chrysocaulis
- Lasianthus chrysoneurus
- Lasianthus chrysophyllus
- Lasianthus chrysotrichus
- Lasianthus chunii
- Lasianthus ciliatus
- Lasianthus cinereus
- Lasianthus clementis
- Lasianthus coffeoides
- Lasianthus congesticymus
- Lasianthus conspicuus
- Lasianthus constrictus
- Lasianthus copelandii
- Lasianthus cordatus
- Lasianthus coronatus
- Lasianthus crinitus
- Lasianthus curtisii
- Lasianthus cyaneus
- Lasianthus cyanocarpoides
- Lasianthus cyanocarpus
- Lasianthus dalatensis
- Lasianthus dichotomus
- Lasianthus eberhardtii
- Lasianthus elevatineurus
- Lasianthus ellipsoideus
- Lasianthus ellipticus
- Lasianthus euneurus
- Lasianthus filiformis
- Lasianthus filipes
- Lasianthus firmus
- Lasianthus flavihirtus
- Lasianthus foetidissimus
- Lasianthus foetulentus
- Lasianthus fordii
- Lasianthus formosensis
- Lasianthus foxworthyanus
- Lasianthus furcatus
- Lasianthus gainii
- Lasianthus gardneri
- Lasianthus glaber
- Lasianthus glabrescens
- Lasianthus glomeruliflorus
- Lasianthus griffithii
- Lasianthus harmandianus
- Lasianthus harveyanus
- Lasianthus helferi
- Lasianthus henryi
- Lasianthus hexandrus
- Lasianthus hirsutus
- Lasianthus hispidulus
- Lasianthus hispidus
- Lasianthus hookeri
- Lasianthus inaequalis
- Lasianthus inodorus
- Lasianthus iteophyllus
- Lasianthus jackianus
- Lasianthus japonicus
- Lasianthus kilimandscharicus
- Lasianthus kinabaluensis
- Lasianthus laevigatus
- Lasianthus lanceolatus
- Lasianthus lancifolius
- Lasianthus larsenii
- Lasianthus latifolius
- Lasianthus laxiflorus
- Lasianthus laxinervis
- Lasianthus lecomtei
- Lasianthus ledermannii
- Lasianthus linearisepalus
- Lasianthus lineolatus
- Lasianthus loeiensis
- Lasianthus longifolius
- Lasianthus longipedunculatus
- Lasianthus longissimus
- Lasianthus lucidus
- Lasianthus macrocalyx
- Lasianthus maculatus
- Lasianthus maingayi
- Lasianthus malaccensis
- Lasianthus malaiensis
- Lasianthus marginatus
- Lasianthus meeboldii
- Lasianthus membranaceus
- Lasianthus micranthus
- Lasianthus microcalyx
- Lasianthus microphyllus
- Lasianthus mindanaensis
- Lasianthus mollis
- Lasianthus montanus
- Lasianthus moonii
- Lasianthus morus
- Lasianthus mucronulatus
- Lasianthus multibracteatus
- Lasianthus myrtifolius
- Lasianthus neglectus
- Lasianthus neolanceolatus
- Lasianthus nervosus
- Lasianthus obliquus
- Lasianthus oblongatus
- Lasianthus oblongifolius
- Lasianthus oblongilobus
- Lasianthus oblongus
- Lasianthus obovatus
- Lasianthus obscurus
- Lasianthus oliganthus
- Lasianthus oligoneurus
- Lasianthus ovatus
- Lasianthus palembanicus
- Lasianthus panamensis
- Lasianthus papuanus
- Lasianthus parviflorus
- Lasianthus parvifolius
- Lasianthus pauciflorus
- Lasianthus pedunculatus
- Lasianthus penicillatus
- Lasianthus perakensis
- Lasianthus pergamaceus
- Lasianthus pierrei
- Lasianthus pilosus
- Lasianthus platyphyllus
- Lasianthus politus
- Lasianthus polycarpus
- Lasianthus pseudostipularis
- Lasianthus pterospermus
- Lasianthus puberulus
- Lasianthus purpureus
- Lasianthus rabilii
- Lasianthus repens
- Lasianthus repoeuensis
- Lasianthus reticulatus
- Lasianthus retosus
- Lasianthus rhinocerotis
- Lasianthus rhizophyllus
- Lasianthus ridleyi
- Lasianthus rigidus
- Lasianthus robinsonii
- Lasianthus roosianus
- Lasianthus rostratus
- Lasianthus rotundatus
- Lasianthus rufus
- Lasianthus salicifolius
- Lasianthus saprosmoides
- Lasianthus sarmentosus
- Lasianthus saxorum
- Lasianthus scabridus
- Lasianthus scalariformis
- Lasianthus scalaris
- Lasianthus schmidtii
- Lasianthus sepalinus
- Lasianthus seseensis
- Lasianthus sessilis
- Lasianthus sikkimensis
- Lasianthus simizui
- Lasianthus singalensis
- Lasianthus sogerensis
- Lasianthus spathulatus
- Lasianthus stercorarius
- Lasianthus sterrophyllus
- Lasianthus stipularis
- Lasianthus strigillosus
- Lasianthus strigosus
- Lasianthus subaureus
- Lasianthus subcalvus
- Lasianthus submembranifolius
- Lasianthus subsessilis
- Lasianthus sylvestris
- Lasianthus sylvestroides
- Lasianthus tetragonus
- Lasianthus thwaitesii
- Lasianthus tomentosus
- Lasianthus trichophlebus
- Lasianthus umbellatus
- Lasianthus urophylloides
- Lasianthus walkerianus
- Lasianthus wallacei
- Lasianthus wardii
- Lasianthus varians
- Lasianthus velutinus
- Lasianthus venosus
- Lasianthus venulosus
- Lasianthus verrucosus
- Lasianthus verticillatus
- Lasianthus wightianus
- Lasianthus villosus
- Lasianthus virgatus
- Lasianthus wrayi
- Lasianthus vriesianus
- Lasianthus vulcanicus
- Lasianthus xanthospermus